# Giải đua ô tô Công thức 1 Anh 2007
Giải đua ô tô Công thức 1 Anh năm 2007 là chặng đua thứ chín của giải vô địch thế giới Công thức 1 năm 2007. Giải được tổ chức vào ngày 8 tháng 7 năm 2007.

## Xếp hạng chi tiết
| TT  | Số xe | Tên                  | Đội đua            | Số vòng | Thời gian    | Xuất phát | Điểm |
| --- | ----- | -------------------- | ------------------ | ------- | ------------ | --------- | ---- |
| 1   | 6     | Kimi Räikkönen       | Ferrari            | 59      | 1:21:43.074  | 2         | 10   |
| 2   | 1     | Fernando Alonso      | McLaren-Mercedes   | 59      | +2.459 giây  | 3         | 8    |
| 3   | 2     | Lewis Hamilton       | McLaren-Mercedes   | 59      | +39.373 giây | 1         | 6    |
| 4   | 10    | Robert Kubica        | BMW Sauber         | 59      | +53.319 giây | 5         | 5    |
| 5   | 5     | Felipe Massa         | Ferrari            | 59      | +54.063 giây | 4†        | 4    |
| 6   | 9     | Nick Heidfeld        | BMW Sauber         | 59      | +56.336 giây | 9         | 3    |
| 7   | 4     | Heikki Kovalainen    | Renault            | 58      | +1 vòng      | 7         | 2    |
| 8   | 3     | Giancarlo Fisichella | Renault            | 58      | +1 vòng      | 8         | 1    |
| 9   | 8     | Rubens Barrichello   | Honda              | 58      | +1 vòng      | 14        |      |
| 10  | 7     | Jenson Button        | Honda              | 58      | +1 vòng      | 18        |      |
| 11  | 14    | David Coulthard      | Red Bull-Renault   | 58      | +1 vòng      | 12        |      |
| 12  | 16    | Nico Rosberg         | Williams-Toyota    | 58      | +1 vòng      | 17        |      |
| 13  | 17    | Alexander Wurz       | Williams-Toyota    | 58      | +1 vòng      | 13        |      |
| 14  | 22    | Takuma Sato          | Super Aguri-Honda  | 57      | +2 vòng      | 21†       |      |
| 15  | 21    | Christijan Albers    | Spyker-Ferrari     | 57      | +2 vòng      | 22        |      |
| 16  | 18    | Vitantonio Liuzzi    | Toro Rosso-Ferrari | 53      | Hộp số       | 16        |      |
| Ret | 12    | Jarno Trulli         | Toyota             | 43      | Bỏ cuộc      | 10        |      |
| Ret | 23    | Anthony Davidson     | Super Aguri-Honda  | 35      | Máy móc      | 19        |      |
| Ret | 19    | Scott Speed          | Toro Rosso-Ferrari | 29      | Tai nạn      | 15        |      |
| Ret | 11    | Ralf Schumacher      | Toyota             | 22      | Lốp xe       | 6         |      |
| Ret | 20    | Adrian Sutil         | Spyker-Ferrari     | 16      | Động cơ      | 20        |      |
| Ret | 15    | Mark Webber          | Red Bull-Renault   | 8       | Bộ thủy lực  | 11        |      |